# Замок Глинск
Замок Глинск (англ. Glinsk Castle; ирл. Gleann Uisce) — один из замков Ирландии, расположенный в графстве Голуэй.

## История
Замок Глинск известный как последний замок в Ирландии, построенный в архитектурном стиле Норман, строившихся на Британских островах после норманнского завоевания Англии Вильгельмом Завоевателем в 1066 году. Расположен рядом аббатство Баллинакилл известное как наиболее древняя церковь в Коннахт, построенная в готическом стиле. В замке жил Мак Дэвид Берк — лорд Клонконвей. Замок Глинск был построен в начале XVII века на месте более древнего разрушенного замка. В то время местные землевладельцы строили больше домов и особняков, чем замков. Замок Глинск является примером того, что замок строился как дом для проживания, но и одновременно как оборонительное сооружение. 
Замок имеет некоторые уникальные архитектурные особенности, наиболее яркие из которых — два вала, каждый из которых является батареей из пяти диагональных стеков, которые дают замку ощущение элегантности, мелкие скульптурированные окна, которые очень хорошо сохранились. В плане замок представляет собой прямоугольник с буксирными квадратными башнями, которые выступают с юга. Он был когда-то окружен дополнительной стеной с башнями, но она не сохранилась. 
Согласно историческиv преданиям в замке Глинск жила Нуала Ни Финайти (ирл. Nuala Ni Finaghty), которая была известна еще как Нуала на Модойге (ирл. Nuala na Miodoige — Нуала Кинжал). Она в этом замке убила своего мужа и вышла замуж за сэра Дэвида де Бурга. В результате преступного брака Дэвид и его потомки стали лордами Клонконвей. 
Перед восстанием 1641 года после полного захвата Ирландии Англией, ирландские землевладельцы строили дома, которые удовлетворяли бы их желание жить в просторных домах и одновременно были бы надежными оборонительными сооружениями. Такие дома отличались от английских поместий меньшим количеством окон и меньшими размерами окон, высокими подвалами, наличием бойниц для мушкетов. В то же время эти замки удовлетворяли желание джентльменов жить комфортно. Строительство замка Глинск вероятно началось в 1628 году. 
Замок Глинск неоднократно разрушался пожарами, но по сравнению с другими замками неплохо сохранился. В замке был ряд деревянных конструкций, но они не сохранились. 